# ياتسوشيرو (كوماموتو)
مدينة ياتسوشيرو (بالإنجليزية: Yatsushiro)‏ هي أحد المدن التابعة لمحافظة كوماموتو. تأسست رسميًا في 01/09/1940. ويقدر عدد سكانها بـ 134491 نسمة حسب تقدير مكتب الإحصاء الياباني لعام 2012. تبلغ مساحة ياتسوشيرو 680.59 كم2. بكثافة سكانية تبلغ 198 نسمة/كم2.

## أعلام
- كوساي أوتشيدا
- إيري إيشيدا
- يوكي فوكوشيما
- كييوتو فوروشيما
- كينيتشي يويمورا